# صابون بلدي
الصابون البلدي هو نوعٌ من أنواعِ الصابون المغربي. يُعتبر هذا الصابون من بينِ أكثر الصوابين المزيّتة فهو مصنوعٌ من الزيتون الذي يجري مرسه فينتجُ عنه زيت الزيتون، وهو ما يمنحه قوامًا يُشبه الهلام. يتميّز هذا الصابون المغربي بلونه الأسود المخضر الداكن.
يشيعُ استخدام الصابون البلدي في الحمَّامات المغربية، حيث يُستخدم لتطهير وترطيب البشرة وتقشيرها، أمّا بالنسبة لطريقة استعماله فيُفرك القليل من الصابون البلدي على بشرة مبللة ويبقى على الجلد لفترةٍ تتراوحُ من خمسة إلى عشر دقائق وقد تطول أو تقصر حسب رغبة الشخص، ثم تُستخدم بعد ذلك قطعة قماش خشنة تُسمَّى الكِيسْ لإزالة بقايا الجلد الميت. يُعتبر الصابون البلدي المغربي غنيًا بفيتامين هـ، وعليه فهو مفيدٌ للبشرة.

## انظر أيضُا
- صابون حلبي
- صابون قشتالي
- صابون مرسيليا